# کاکتوس‌واران
کاکتوس‌واران (نام علمی: Cactoideae) نام یک زیرخانواده از تیره کاکتوس است.

## تبارها و سَرده‌ها
- براونینگ‌تباران
  - کاکتوس‌های زرهی - براونینگیا - کاکتوس چلچراغی - کاکتوس‌های همیشه‌گل - کاکتوس خلال دندان
- کاکتوسی‌تباران
  - کاکتوس‌های بی‌شیار - میوه‌بلوطی - اخترگیاه - کاکتوس‌های آزتکی - کاکتوس‌های کندویی - اخترگیاه - کاکتوس‌های جوجه‌تیغی - پستانک‌های تیغی - کاکتوس‌های دکمه‌ای - کاکتوس‌های جاسوزنی - کاکتوس‌های بشکه‌ای پرخار - کاکتوس دنده‌دار - کاکتوس منشوری - کاکتوس‌های کاکل‌دار - کاکتوس‌های توپی - کاکتوس گلوله‌برفی - کاکتوس‌های ستونچه‌ای - کاکتوس انگنار - کاکتوس قلنبه - کاکتوس‌های دشتی - کاکتوس‌های تبردار - کاکتوس‌های سفت - کاکتوس‌های دنده‌باریک - کاکتوس کاج‌میوه - کاکتوس‌های پستانکی - کاکتوس‌های خرد
- پوشیده‌گل‌تباران
  - پوشیده‌گل‌ها
- اسپندارتباران
  - کاکتوس‌های آروخادو - اسپندارهای برزیلی - اسپندارها - اسپندارهای سیپو - اسپندارهای تاج‌دار غلافی - کاکتوس‌های کلاه‌ترکی - اسپندارهای گل‌کوچک - کاکتوس‌های آروخادو - کاکتوس‌های درختی - اسپندارهای پیشین - اسپندارهای تاج‌گرد - کاکتوس‌های درشت‌دنده
- جنگلی‌تباران
  - کاکتوس‌های دوتایی - کاکتوس‌های ارکیده‌ای - اسپندارهای جنگلی - کاکتوس‌های حصیری‌نما - کاکتوس‌های مهتاب - اسپندارهای وبر
- جنوب‌تباران
  - کاکتوس‌های جنوب - بلوسفلدیا - سینتیا - کوپیاپوآ - انجیر پشمی - کاکتوس‌های چراغ برق - کاکتوس‌های گرد برزیلی - کاکتوس‌های خارپستان - کاکتوس‌های آسان‌رو
- ستبراسپندارتباران
  - اسپندارهای خاردار - کاکتوس ماری - ساگوارو - اسپندارهای سرسان - کاکتوس‌های کوری - اسپندارهای خارپشتی - کاکتوس براق - اسپندارهای لاغر - کاکتوس سیاه‌گیله - کاکتوس‌های ستونی - استوانه‌ای‌های ستبر - اسپندارهای بیابانی - پولاسکیا - خاردارنماها - اسپندارهای باریک
- حصیرتباران
  - کاکتوس‌های درخت‌دوست - کاکتوس‌های پولک‌دار - کاکتوس‌های حصیری - کاکتوس‌های تعطیلات
- مودارتباران
  - خارغنچه‌ها - کاکتوس‌های بندبند - کاکتوس گدازه - کاکتوس‌های پوشیده‌گل - کاکتوس‌های سیخ‌دراز - کاکتوس‌های قرصی - کاکتوس‌های پرخار - کاکتوس‌های سپیدمو - کاکتوس سپیدمونما - کاکتوس‌های پرخار برزیلی - کاکتوس‌های پرچانه - کاکتوس‌های خارپوش - کاکتوس‌های مهتابی - اسپندار لئوی باهیا - کاکتوس‌های چاق - کاکتوس گل‌قیفی - اسپندارهای کوهی - کاکتوس‌های پردنده - اسپندارهای کوتوله - اسپندارهای گل‌سفید - کاکتوس‌های رنگین - کاکتوس‌های دیگرگل - کاکتوس‌های بزرگ‌ساقه - یاویا - اسپندار یونگاس اینکوئیسیوی